# Cayo Veturio
Cayo Veturio  fue tribuno consular en el año 377 a. C., y una segunda vez en 369 a. C. durante la agitación por la aplicación de las Leges Liciniae Sextiae.